# Shantae: Half-Genie Hero
Shantae: Half-Genie Hero is een computerspel ontwikkeld door WayForward en uitgegeven door WayForward, Xseed, Pqube en Oizumi voor meerdere spelcomputers. Het platformspel is uitgekomen op 20 december 2016. Een versie voor de Switch verscheen op 8 juni 2017.
Het spel werd gefinancierd via een Kickstarter-campagne in 2013.

## Plot
Shantae wordt midden in de nacht gewekt door een bekende stem en ontdekt in Scuttle Town een mysterieus luik, dat uitkomt in een lichtgevende grot met een fontein. Shantae raakt het water aan en wordt getransporteerd naar het rijk van de geest. Voor haar voeten wordt een magische zegel verbroken en een krachtige slechterik ontsnapt.

## Spel
De speler bestuurt het hoofdpersonage Shantae, half mens en half djinn. Shantae's belangrijkste wapen is haar lange haar, dat ze als een zweep kan gebruiken om vijanden te verslaan. Gedurende het spel krijgt ze steeds meer transformaties tot haar beschikking, waarmee ze via een buikdans kan veranderen in een andere gedaante, zoals een olifant of een aapje. Hierdoor worden nieuwe gedeeltes van het speelveld toegankelijk. Nieuw in het spel zijn de verschillende levels die opnieuw gespeeld kunnen worden wanneer Shantae een nieuwe vaardigheid krijgt.

## Uitbreidingen
- Pirate Queen's Quest, uitgekomen op 29 augustus 2017, waarin aartsvijand Risky Boots terugkeert.
- Friends to the End, uitgekomen op 12 december 2017, vindt plaats gedurende de laatste ronde.
- Costume Pack, uitgekomen op 10 april 2018, bevat drie afzonderlijke campagnes waarin Shantae een andere outfit draagt.

## Ontvangst
| Recensiescore       | Recensiescore                                             |
| Recensieverzamelaar | Score                                                     |
| ------------------- | --------------------------------------------------------- |
| Metacritic          | 82% (Switch) 81% (PS4) 82% (PS Vita) 76% (Win) 80% (Xone) |
| Publicist           | Score                                                     |
| Destructoid         | 7,5                                                       |
| IGN                 | 8                                                         |
| Nintendo Life       | 9                                                         |

Shantae: Half-Genie Hero ontving positieve recensies. Men prees het grafische gedeelte, de gameplay en de muziek. Kritiek was er op het ontbreken van een kaart en dat sommige gedeeltes in het spel vrij moeilijk zijn.
Op aggregatiewebsite Metacritic heeft het spel een verzamelde score van 81%.